# Ataenius elegans
Ataenius elegans är en skalbaggsart som beskrevs av Edgar von Harold 1868. Ataenius elegans ingår i släktet Ataenius och familjen Aphodiidae. Inga underarter finns listade.